# Tortilla (gastronomia messicana)
La tortilla ([toɾtiʝa], in spagnolo letteralmente "piccola torta") è un tipo di pane basso non lievitato, a base di farina di mais o di frumento, tipico della cucina messicana.
Preparate per la prima volta dalle popolazioni indigene del Mesoamerica prima della colonizzazione, le tortillas sono una parte fondamentale della cucina messicana. Non vanno confuse con la tortilla de patatas, che è invece un tipo di frittata tipico della Spagna. Solitamente vengono cotte su una piastra di ferro denominata comal e l'impasto utilizzato per la loro preparazione è chiamato masa harina.

## Storia
La tortilla messicana affonda le proprie origini nell'età precolombiana e si ottiene mediante un procedimento che prevede di impastare farina di mais e acqua. Gli Aztechi erano soliti consumare la tortilla di mais ad ogni pasto, abbinandola soprattutto ai fagioli, alla carne di tacchino, alla salsa chili e persino al miele. Antecedentemente all'arrivo dei conquistadores spagnoli, però, queste prime forme di tortilla erano note in tutto il Sud America come "arepas", successivamente gli spagnoli rinominarono queste focacce di masa chiamandole con il termine "tortilla", ossia "piccola torta", poiché l'aspetto dell'arepa ricordava loro la tortilla de patatas spagnola.

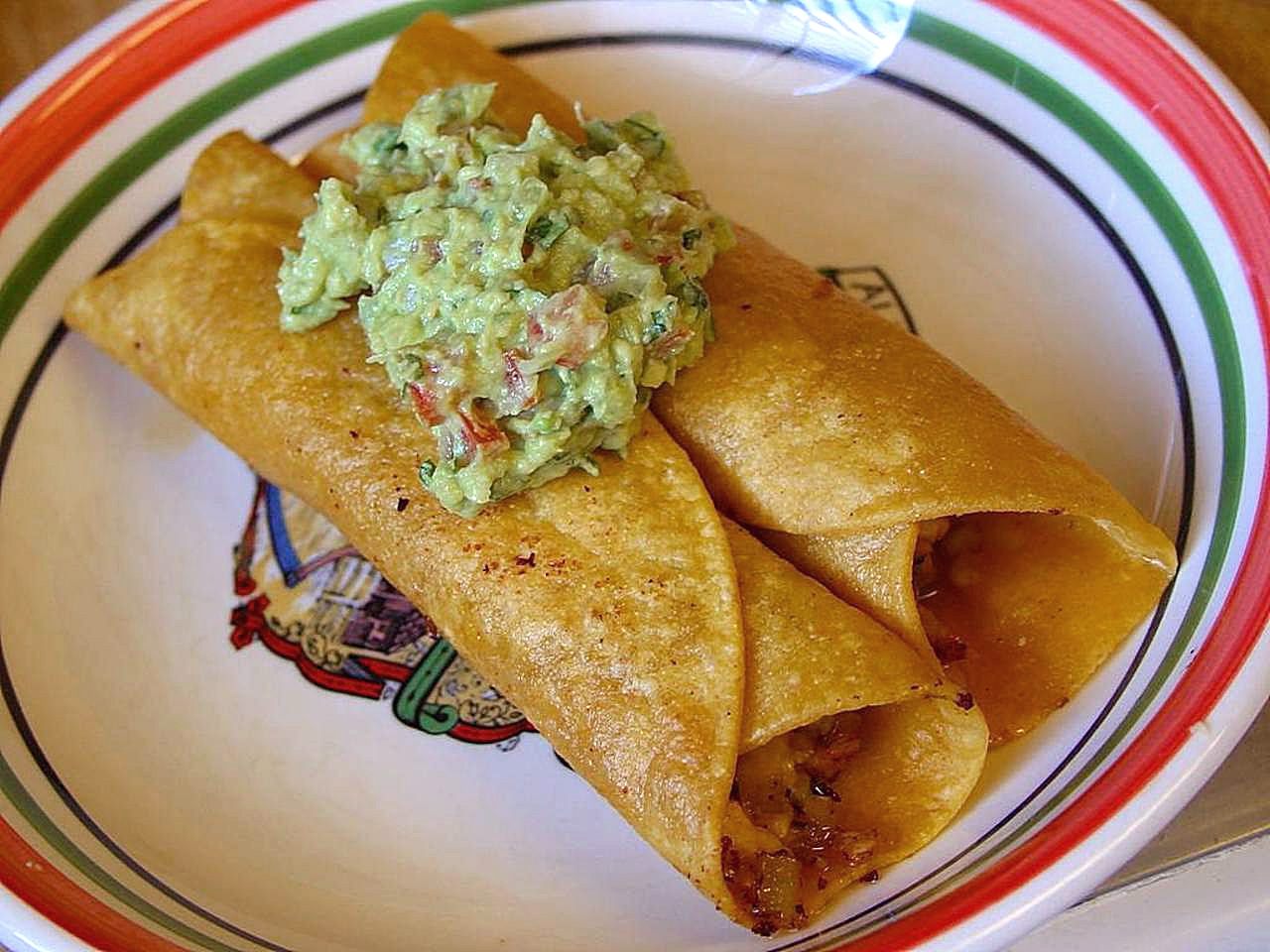
Tortilla arrotolate con salsa guacamole

In alcune parti del sud della Spagna, origine di molti degli spagnoli che conquistano l'America, una tortilla o tortillita è una torta fritta, croccante, sottile, circolare, fatta di farina di ceci. Nonostante siano simili alle tortillas di mais, queste tortillas di ceci hanno avuto origine in Grecia e sono state importate in Spagna dai popoli arabi centinaia di anni fa. Inoltre, secondo una leggenda Maya, le tortilla furono inventate nei tempi antichi da un contadino per il suo re affamato. Le prime tortilla scoperte, che risalgono a circa 12 mila anni addietro (quindi al 10000 a.C.), erano fatte di mais e costituivano un alimento base nelle diete dei Maya e degli Aztechi.

## Tortilla di grano
Una tortilla di grano o tortilla di frumento è un tipo di pane schiacciato, simile alla piadina romagnola morbido e sottile, a base di farina di grano finemente macinata, proveniente dal Messico. La tortilla di farina di grano era originariamente derivata dalla tortilla di farina di mais, un pane di mais che precede l'arrivo degli europei nelle Americhe. È fatto con un impasto a base di acqua, non lievitato, pressato e cotto come la tortilla di mais.
Le tortilla fatte con farina di frumento sono particolarmente diffuse nel Messico del Nord, soprattutto nelle regioni di Chihuahua e Sonora, dove il grano è presente in grande quantità e sovente viene utilizzato al posto del mais. Le tortilla di farina di grano non vengono consumate da sole ma sono la base per piatti tipici come tacos, quesadillas e burrito.   
Oggi, le attrezzature per la produzione di tortillas industriali (in stile messicano) hanno facilitato e accelerato la produzione di questo prodotto. Le macchine da tortilla in legno gestite manualmente del passato hanno portato all'attuale macchinario industriale di tortilla, che può produrre fino a 60.000 tortillas all'ora. Le tortillas ora non sono prodotte solo con farina di mais, ma anche con farina di grano.
Le tortilla rimangono un alimento base in Messico e in America centrale e hanno guadagnato popolarità e quote di mercato altrove. Negli Stati Uniti, le tortilla si sono evolute da cibo "etnico" a cibo tradizionale.